# Когнитивни развој
Когнитивни развој је процес прогресивног мењања и усложњавања когнитивних структура и функција, од рођења па до достизања зрелости. Обухвата чиниоце, природу, механизме, процесе, стадијуме у развоју (опажања, памћења, учења, мишљења) и њихове ефекте.